# Джон Уолис
Джон Уолис (на английски: John Wallis) e английски математик, логик и философ.

## Биография
Роден е на 23 ноември 1616 година в Ашфорд, графство Кент, Англия. Започва да учи в местното училище, което прекъсва поради епидемия от чума. Продължава обучението си през 1625 г., а разкрива математическите си способности през 1631 г. Решавайки да стане лекар, през 1632 г. започва да следва в Емануел Колидж, Кеймбридж, където той все повече се задълбочава в областта на математиката. Дипломира се като магистър през 1640 и става свещеник.
През 1643 г. Уолис се движи в обществото на учени, с които няколко години по-късно съучредява официално Британското кралско научно дружество. Уолис е избран да специализира през 1644 г. в Куинс Колидж, Кейбридж, но се отказва на следващата година, тъй като се жени за Сузана Глайд.
От 1649 г. до края на живота си Уолис преподава математика и геометрия в Оксфордския университет.
Умира на 28 октомври 1703 година в Оксфорд на 86-годишна възраст.

## Научна дейност
Съчиненията му по математика, издадени през 1697 – 1699 г., включват капиталния му труд, озаглавен „Arithmetica infinilorum, sive nova methodus inquirendi curvilineorum quadratura“, в който той определя площта на сегментите, ограничени с цели и дробни редици и по оригинален начин изчислява сумата на безкрайните редове, съставени от цели числа.
При изчисляване на площта на кръга Уолис извежда равенството:
{\displaystyle {\frac {\pi }{2}}={\frac {2\cdot 2\cdot 4\cdot 4\cdot 6\cdot 6\cdot 8\cdot 8}{1\cdot 3\cdot 3\cdot 5\cdot 5\cdot 7\cdot 7\cdot 9}}\cdots }
известно като формула на Уолис.
Сред най-ценните работи на Уолис са изследванията за определяне на дължината на някои криви. По настояване на Блез Паскал Уолис изследва дължината на дъгата, на части от циклоидата, нейната площ, положението на центъра на инерцията и др.
Неговите съчинения са публикувани от Оксфордския университет под заглавието „Joannis Wallisii, geometriae professoris saviliani, in celeberrima academia Oxontensi opera mathematica“.
Освен в областта на математиката, Уолис публикува съчинения с богословско и философско съдържание. Едно от изследванията му се отнася до методика за обучение на глухи да разговарят.